# 等瓣棘豆
等瓣棘豆（学名：Oxytropis lehmanni）为豆科棘豆属下的一个种。名称已修订，正名为等瓣棘豆 Oxytropis lehmannii。